# Euploea weberi
Euploea weberi är en fjärilsart som beskrevs av Moore 1883. Euploea weberi ingår i släktet Euploea och familjen praktfjärilar. Inga underarter finns listade i Catalogue of Life.